# ДНК-зонд
ДНК-зонд (англ. DNA probe) — меченый фрагмент ДНК, использующийся для гибридизации со специфическим участком молекулы ДНК. Позволяет идентифицировать комплементарные ему нуклеотидные последовательности.
Для мечения зонда могут быть использованы хромофоры (флуоресцентное мечение), радиоактивные изотопы или группы, делающие возможным детектирование в ходе последующей ферментативной реакции (например, биотиновое мечение).
ДНК-зонды могут быть использованы для гетерогенного детектирования целевых нуклеиновых кислот, при которой мишень или зонд прикрепляют к твёрдой фазе или гелевой подложке. К такому типу детектирования относятся саузерн-блот, нозерн-блот, дот-блот, ДНК-микрочип и флуоресцентная гибридизация in situ. После осуществления гибридизации несвязанные избыточные молекулы зонда отмывают. Введённая в ДНК-зонд метка позволяет определить области, в которых произошло связывание ДНК-зонда и мишени.
ДНК-зонды также используют для гомогенного детектирования целевых нуклеиновых кислот без удаления избыточных количеств зонда. При этом успешная гибридизация должна сопровождаться детектируемым изменением определённых свойств зонда. Одно из преимуществ детектирования в гомогенной системе заключается в том, что можно проследить гибридизацию нуклеиновых кислот в реальном времени, при необходимости даже в живой клетке. ДНК-зонды в гомогенной фазе используются в полимеразной цепной реакции в реальном времени.

## Описание
ДНК при температуре 94-100оС диссоциирует на 2 цепи (денатурирует), так как комплементарные связи между основаниями разрушаются. Этот процесс обратим: при температуре 65оС происходит восстановление структуры двойной спирали ДНК, происходит так называемая ренатурация. Если произошла ренатурция с участием цепей целевой последовательности нуклеиновой кислоты и ДНК-зонда, происходит образование так называемой «гибридной» молекулы (гибридизация). Процессы гибридизации происходят между любыми одинарными цепями, если они комплементарны: ДНК-ДНК, РНК-РНК, ДНК-РНК. На основе гибридизации осуществляют анализ с помощью ДНК-чипов: аналитические (детектирующие) ДНК-зонды гибридизуются со специфическими последовательностями нуклеиновых кислот и таким образом выявляют их в исследуемых образцах. Флуоресцентно-меченые зонды используются для проведения ПЦР в реальном времени, позволяющей детектировать количество ДНК в исследуемом образце. Также флуоресцентные зонды используются при проведении флуоресцентной гибридизации in situ (FISH — Fluorescence in situ hybridization) — цитогенетического метода, который применяют для детекции и определения положения специфической последовательности ДНК на хромосомах или в интерфазных ядрах. В нанотехнологии ДНК-зонды используются при создании детектирующих систем нового поколения (ДНК-наночипы).